# Jan Mączyński (zm. 1698)
Jan Mączyński herbu Świnka (zm. w 1698 roku) – łowczy sieradzki w latach 1690–1698.
Poseł sejmiku województwa sieradzkiego na sejm konwokacyjny 1696 roku. Po zerwanym sejmie konwokacyjnym 1696 roku przystąpił 28 września 1696 roku do konfederacji generalnej.